# Centris poecila
Centris poecila är en biart som beskrevs av Amédée Louis Michel Lepeletier 1841. Centris poecila ingår i släktet Centris och familjen långtungebin. Inga underarter finns listade.

## Bildgalleri

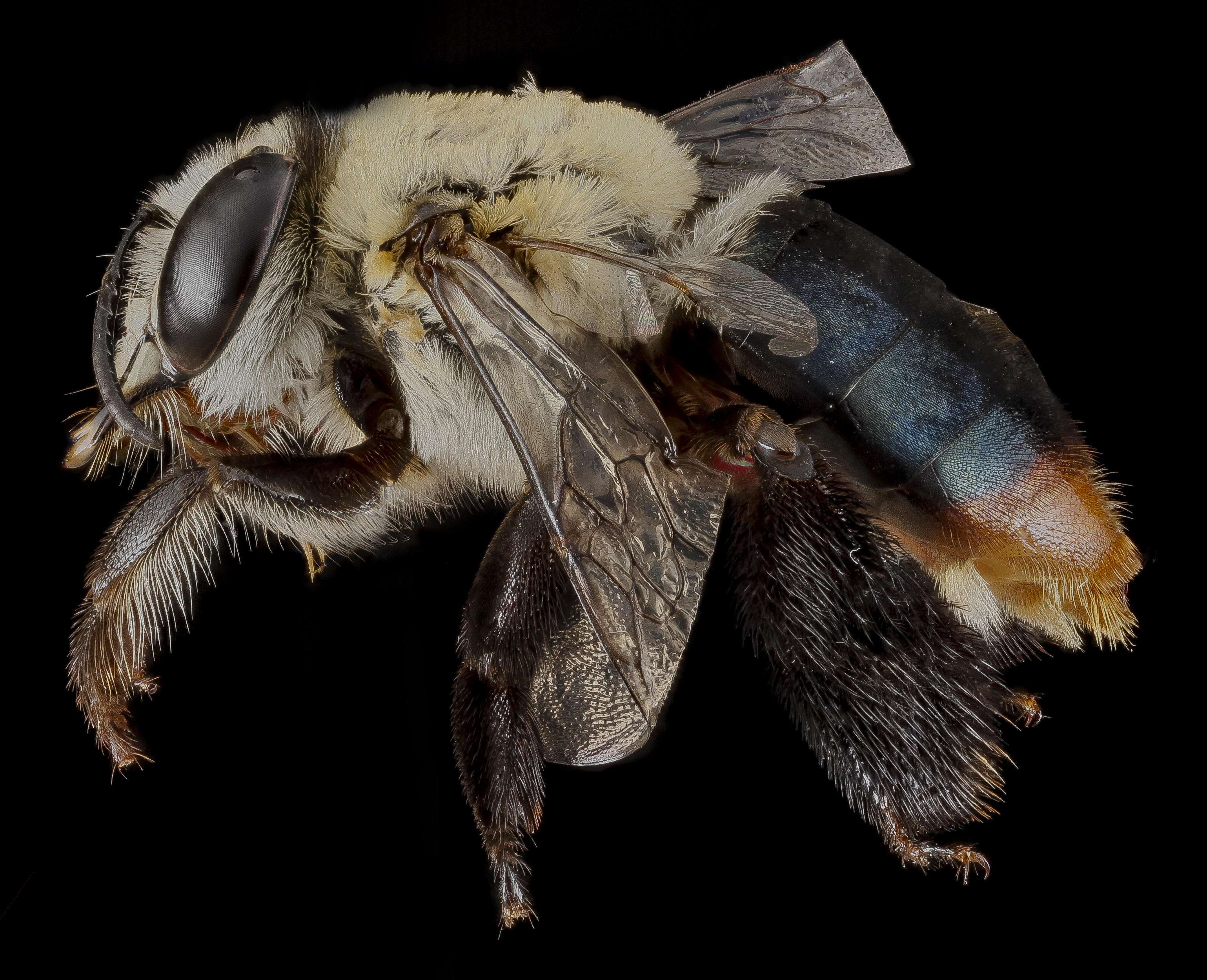
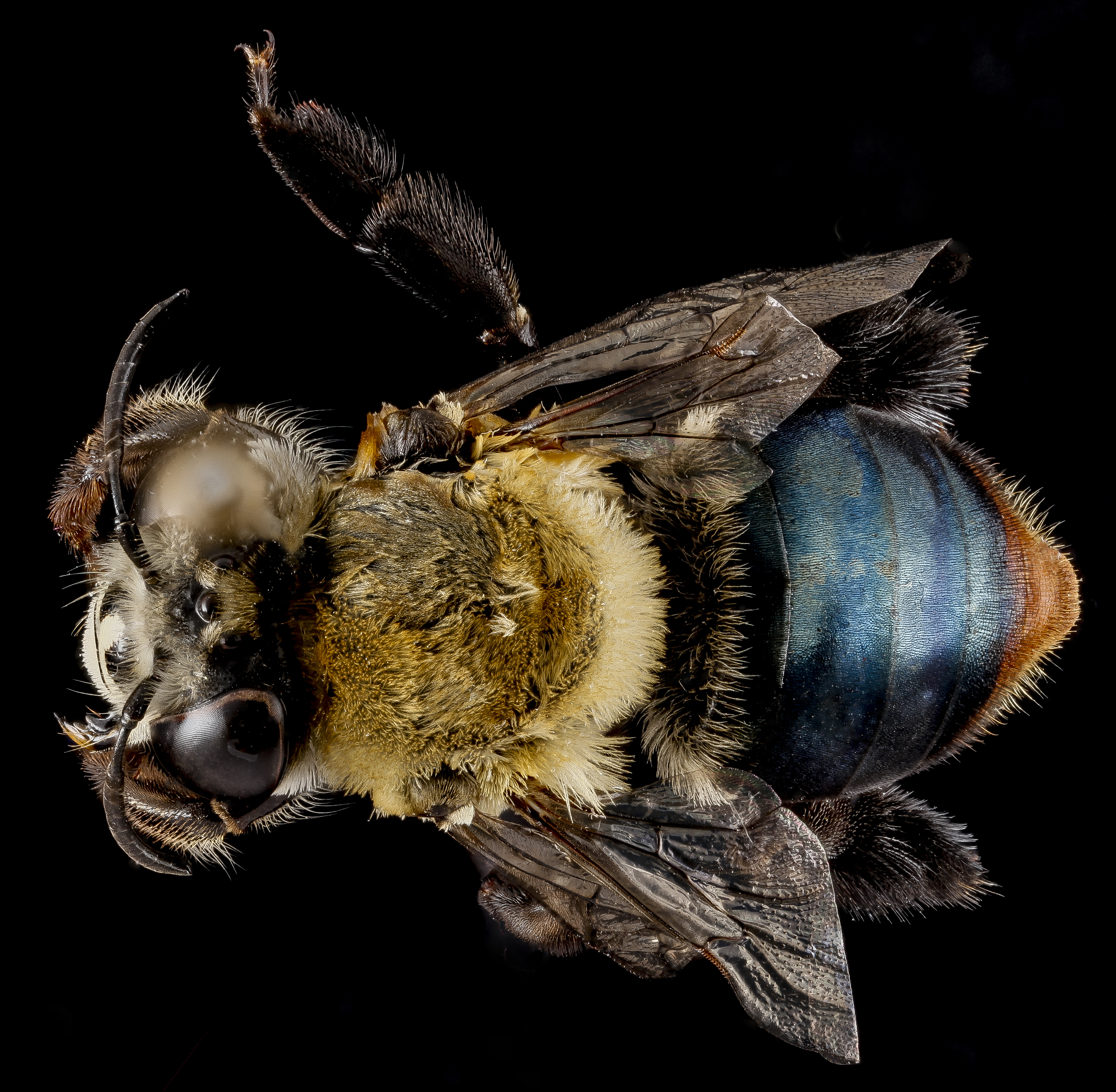
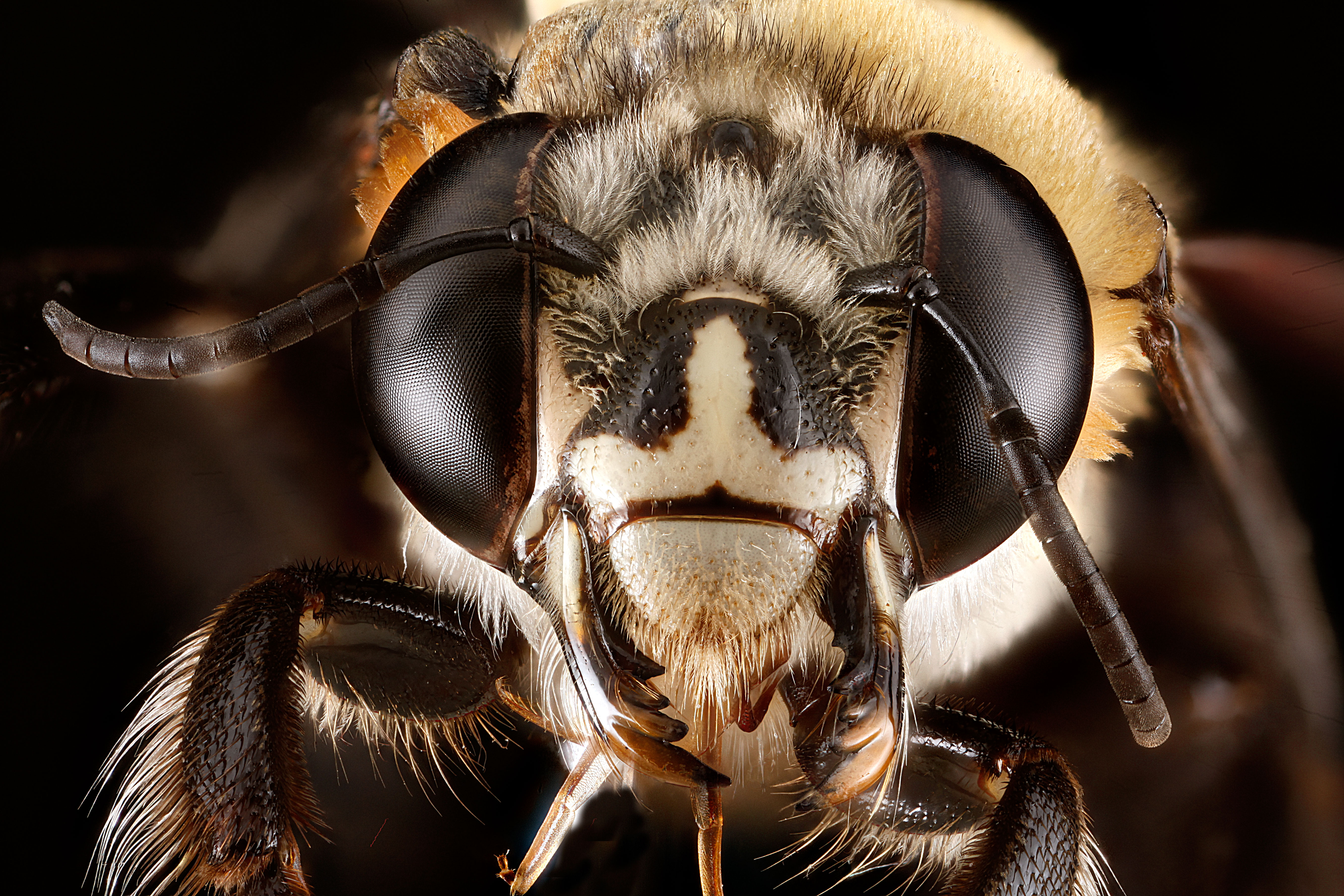